# Farhad Zarif
Farhad Zarif Warzande Ahangarani (pers. فرهاد ظریف ورزنده آهنگرانی; ur. 3 marca 1983 w Meszhedzie) – irański siatkarz, grający na pozycji libero. Od sezonu 2017/2018 występuje w drużynie Pajkan Teheran.

## Sukcesy klubowe
Mistrzostwo Iranu:
- 2006, 2007, 2008, 2009, 2016, 2017
- 2012, 2014
- 2013

Klubowe Mistrzostwa Azji:
- 2006, 2007, 2009, 2016, 2017

## Sukcesy reprezentacyjne
Mistrzostwa Azji Kadetów:
- 2001

Mistrzostwa Świata Kadetów:
- 2001

Mistrzostwa Azji Juniorów:
- 2002

Mistrzostwa Azji:
- 2011, 2013

Igrzyska Azjatyckie:
- 2014

## Nagrody indywidualne
- 2001: Najlepszy broniący Mistrzostw Azji Kadetów
- 2001: Najlepszy przyjmujący Mistrzostw Świata Kadetów
- 2002: Najlepszy przyjmujący Mistrzostw Azji Juniorów
- 2006: Najlepszy libero Klubowych Mistrzostw Azji
- 2007: Najlepszy libero Klubowych Mistrzostw Azji
- 2009: Najlepszy libero Klubowych Mistrzostw Azji
- 2011: Najlepszy libero Mistrzostw Azji
- 2012: Najlepszy libero Światowego Turnieju Kwalifikacyjnego do Igrzysk Olimpijskich w Londynie
- 2013: Najlepszy libero Mistrzostw Azji
- 2013: Najlepszy libero Pucharu Wielkich Mistrzów